# Семь хрустальных шаров
«Семь хрустальных шаров» (фр. Les Sept Boules de cristal) — тринадцатый альбом из серии «Приключения Тинтина» бельгийского карикатуриста Эрже.
Комикс публиковался ежедневно в бельгийской газете Le Soir с декабря 1943 года по сентябрь 1944 года и в журнале Tintin с сентября 1946 года по апрель 1948 года, а затем был выпущен в сборнике Casterman в 1948 году.
Комикс связан сквозной сюжетной линией со следующим альбомом «Храм Солнца». Сюжет вращается вокруг расследования молодым репортером Тинтином и его другом капитаном Хэддоком похищения их друга профессора Турнесоля и его связи с загадочной болезнью, поразившей членов археологической экспедиции в Перу.

## Сюжет
Молодой репортер Тинтин и его собака Милу встречаются со своим старым другом капитаном Хэддоком в его загородном поместье. Трое проводят вечер в мюзик-холле, где становятся свидетелями выступления ясновидящей, мадам Ямилы, которая предсказывает болезнь одного из участников экспедиции Сандерса-Хардимана; эта экспедиция недавно вернулась из археологического похода в Анды. Вечернее развлечение также включает в себя выступление метателя ножей, в котором Тинтин узнает генерала Алькасара, бывшего президента Сан-Теодорос. Подружившись с Алькасаром во время одного из своих предыдущих приключений, Тинтин воссоединяется с ним за кулисами после шоу. Алькасар знакомит Тинтина и Хэддока со своим помощником-кечуа, Чикито, и объясняет, что он находится в изгнании после того, как его (в очередной раз) сверг его соперник, генерал Тапиока.
На следующий день Тинтин и Хэддок узнают, что члены экспедиции Сандерса-Хардимана впадают в кому, а рядом с каждой жертвой находят осколки разбитого хрустального шара. Тинтин, Хэддок и их друг профессор Турнесоль навещают единственного члена экспедиции, который еще не пострадал, профессора Геркулеса Таррагона , который является старым другом и бывшим одноклассником Турнесоля. Под охраной полиции профессор Таррагон показывает своим гостям одно из открытий экспедиции из Перу: мумифицированное тело короля инков Раскара Капака . Тем же вечером в дом ударяет гроза и посылает шаровую молнию по дымоходу в мумию, которая испаряется. Обеспокоенный Таррагон заявляет, что это отражает кульминацию пророчества Капака, в котором говорится, что наказание постигнет тех, кто осквернит его гробницу. Проводя бурную ночь в доме Таррагона, Тинтин, Хэддок и Турнесоль просыпаются от сна, в котором мумия Капака бросает хрустальный шар на пол. Они находят Таррагона в коме в его постели, рядом с сопутствующими хрустальными осколками; нападавший обошел охрану, забравшись через дымоход. На следующий день, когда Таррагона осматривает врач, Турнесоль гуляет по территории дома Таррагона, когда обнаруживает один из браслетов мумии, который он надевает на себя.
Позже Тинтин и Хэддок понимают, что Турнесоль пропал, и предполагают, что его похитил тот же человек, который ввел Таррагона в кому. Полиция устанавливает блокпосты, но похитители меняют машины и ускользают от них. Тинтин посещает больницу, где находятся семь пострадавших членов экспедиции Сандерса-Хардимана; он поражен тем, что в определенное время дня все просыпаются и кричат о нападающих на них фигурах, прежде чем снова впасть в кому. Хэддок удручен похищением Турнесоля, но, узнав, что полиция заметила машину похитителя в порту, он и Тинтин мчатся туда в Вестермут, полагая, что похитители хотят сесть на лодку с Турнесолем и увезти его за границу. В доках они замечают, как Алькасар садится на корабль, отправляющийся в Южную Америку; он рассказывает, что Чикито был одним из последних потомков инков и исчез. Тинтин предполагает, что Чикито, должно быть, один из похитителей Турнесоля.
Потеряв след Турнесоля, Тинтин и Хэддок решают нанести визит старому другу Хэддока, Честеру, который причалил в другом порту неподалеку. Они скучают по Честеру, но вместо этого обнаруживают на причале шляпу Турнесоля, что указывает на то, что отсюда его увезли в море. Расследуя, они понимают, что Турнесоль должен быть на борту корабля, направляющегося в Перу, и садятся на рейс, намереваясь перехватить его прибытие.

## Приём
«Семь хрустальных шаров» имели коммерческий успех и были опубликованы в виде книги издательством Casterman вскоре после своего завершения, в то время как сама серия стала определяющей частью франко-бельгийской традиции комиксов. Критики оценили «Семь хрустальных шаров» как одну из лучших из серии «Приключений Тинтина», описывая её как самую пугающую часть в серии.

## Экранизации и адаптации
В 1969 году на основе дилогии в Бельгии был снят мультипликационный фильм «Тинтин и храм Солнца», за которым в 2001 году последовал и мюзикл. Также события дилогии были включены в мультсериал «Приключения Тинтина» (1957) и мультсериал «Приключения Тинтина» (1992). Дилогия была адаптирована для постановки «Приключений» на BBC Radio 5 1992-93 гг. и видеоигры «Узники Солнца» 1997 года.